# Igorre
Igorre (spanisch Yurre) ist eine Gemeinde (municipio) in der Provinz Bizkaia im spanischen Baskenland mit 4.330 Einwohnern (Stand: 2024). Zur Gemeinde gehören die Ortschaften Basauntz, Elexalde, San Juan, Santa Lutzia, Urkizu, Sabino Arana und Olabarri. Hauptort und Verwaltungssitz ist Elexalde.

## Geografie
Igorre liegt etwa 18 Kilometer südöstlich von Bilbao in einer Höhe von durchschnittlich ca. 90 m.

## Geschichte
Igorre profitierte lange Zeit vom Pyritabbau. 
| 1900 | 1970 | 1981 | 1991 | 2001 | 2011 | 2021 |
| ---- | ---- | ---- | ---- | ---- | ---- | ---- |
| 1365 | 2688 | 3426 | 3884 | 3927 | 4273 | 4314 |

## Sehenswürdigkeiten
- Marienkirche (Iglesia de Santa María)
- Antoniuskapelle (Ermita-humilladero de los Santos Antonios)
- Casa de Don Hilario

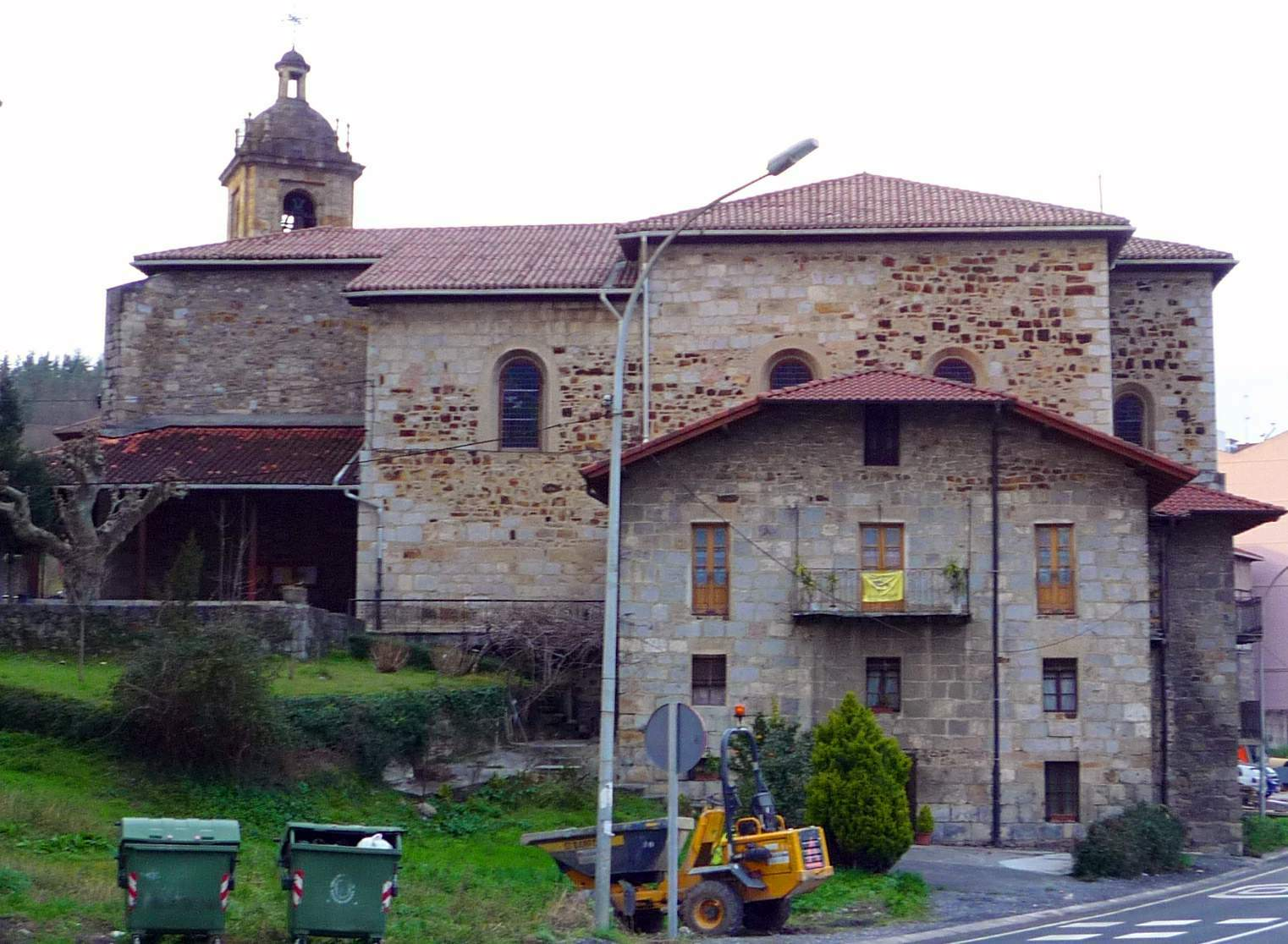
Marienkirche
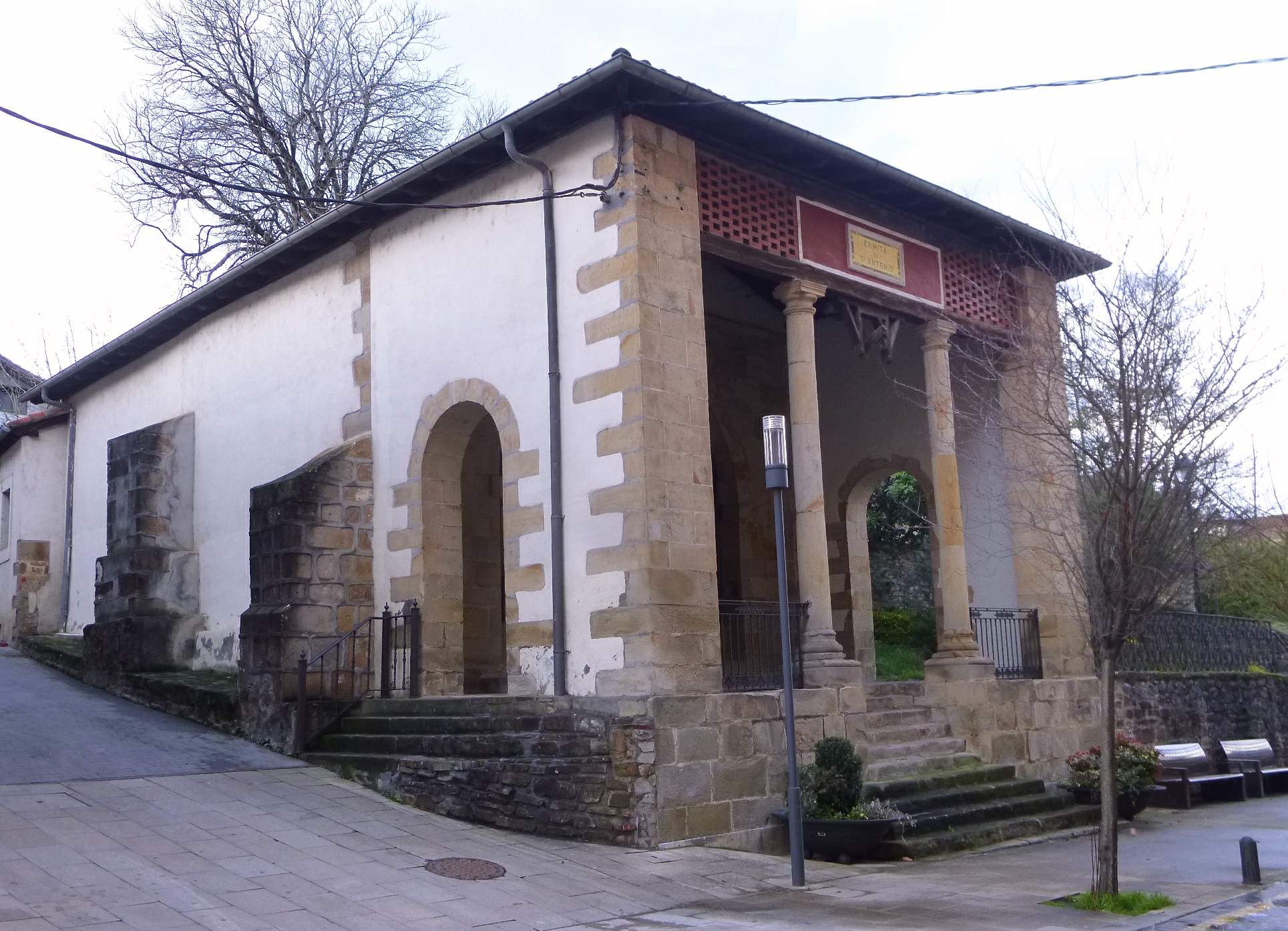
Antoniuskapelle
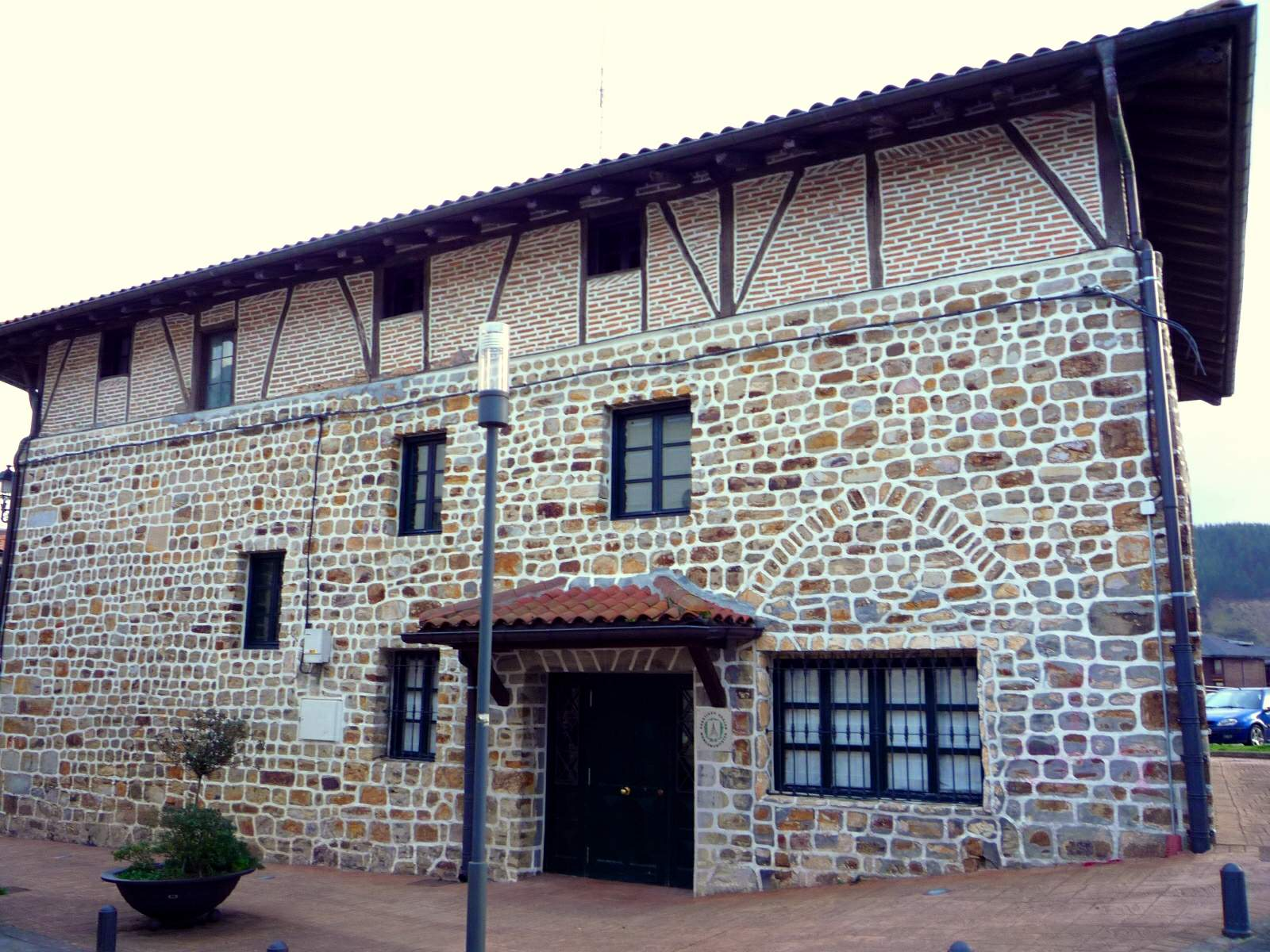
Casa de Don Hilario

## Söhne und Töchter der Stadt
- Juan Ibargoitia (1765–1801), Seefahrer
- Iban Mayo (* 1977), Radrennfahrer
- Beñat Etxebarria Urkiaga (* 1987), Fußballspieler

## Sport
Igorre ist für das Ziklokross Igorre, das seit 1977 jährlich (Unterbrechung 2020 und 2021) ausgetragen wird, bekannt.